# Marianne Kjørstad
Marianne Kjørstad (Nordfjordeid, 27 de marzo de 1970) es una deportista noruega que compitió en esquí alpino.
Ganó una medalla de bronce en el Campeonato Mundial de Esquí Alpino de 1996, en la prueba combinada. 
Participó en los Juegos Olímpicos de Lillehammer 1994, ocupando el octavo lugar en la prueba de eslalon gigante.

## Palmarés internacional
| Campeonato Mundial | Campeonato Mundial     | Campeonato Mundial | Campeonato Mundial |
| Año                | Lugar                  | Medalla            | Prueba             |
| ------------------ | ---------------------- | ------------------ | ------------------ |
| 1996               | Sierra Nevada (España) | Medalla de bronce  | Combinada          |